# Serisa smrdutá
Serisa smrdutá (Serissa japonica, syn. S. foetida) je druh rostliny z čeledi mořenovité a podle současné taxonomie jediný druh rodu serisa. Je to malý, drobnolistý, hustě větvený keř s bílými nebo růžovými květy. Rostlina při rozemnutí nepříjemně zapáchá. Pochází z Číny a vyskytuje se i v Japonsku.
Serisa je oblíbenou rostlinou k tvorbě bonsají. Pro půvabné květy je nazývána "strom tisíce hvězd". Byly vypěstovány i různé okrasné kultivary.

## Popis
Serisa je malý, bohatě větvený, stálezelený keř, dorůstající výšky okolo 0,5 metru. Listy a mladé větévky při rozemnutí zapáchají. Listy jsou drobné (1,5 až 2,5 cm dlouhé), tence kožovité, vstřícné, křižmostojné. Často jsou nahloučené na koncích větévek a pak vypadají jako přeslenité. Palisty jsou interpetiolární, trojúhelníkovité až uťaté, s 1 až 8 štětinami. Květy jsou přisedlé, oboupohlavné, jednotlivé nebo po několika v hlávce. Květenství jsou v principu vrcholová, někdy ale vyrůstají na krátkých postranních větévkách a jsou proto zdánlivě úžlabní. Kalich je zakončen 4 až 6 laloky. Koruna je bílá až růžová, nálevkovitá, se 4 až 6 korunními laloky. Korunní trubka je uvnitř vlnatá. Tyčinek je 4 až 6 jsou přirostlé v horní části korunní trubky. Semeník obsahuje 2 komůrky, v nichž je po 1 vajíčku. Blizna je dvoulaločná. Plodem je drobná, pozdně pukající tobolka, obsahující 2 semena a otevírající se na vrcholu. Někdy jsou plody interpretovány jako peckovice

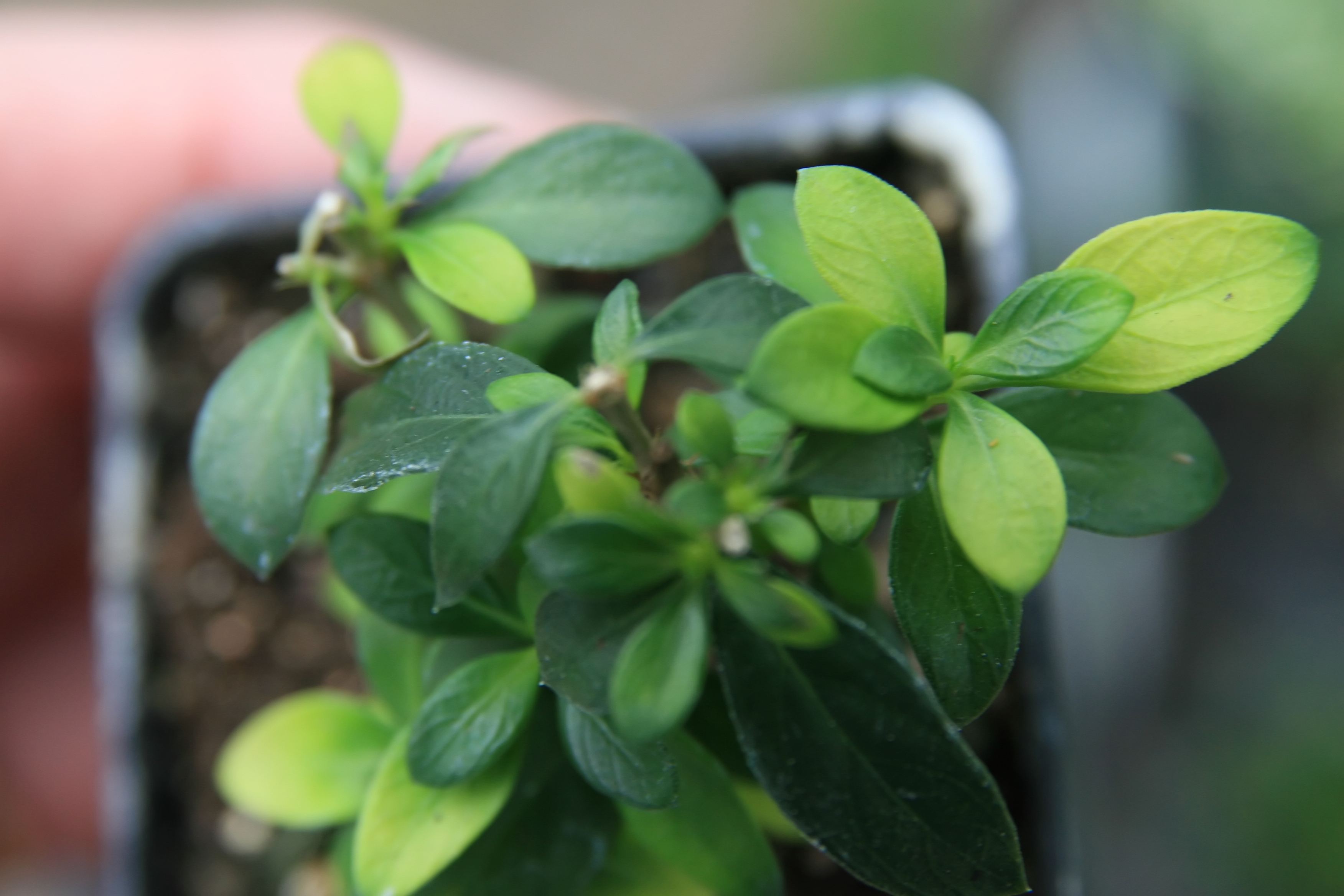
Mladá rostlina
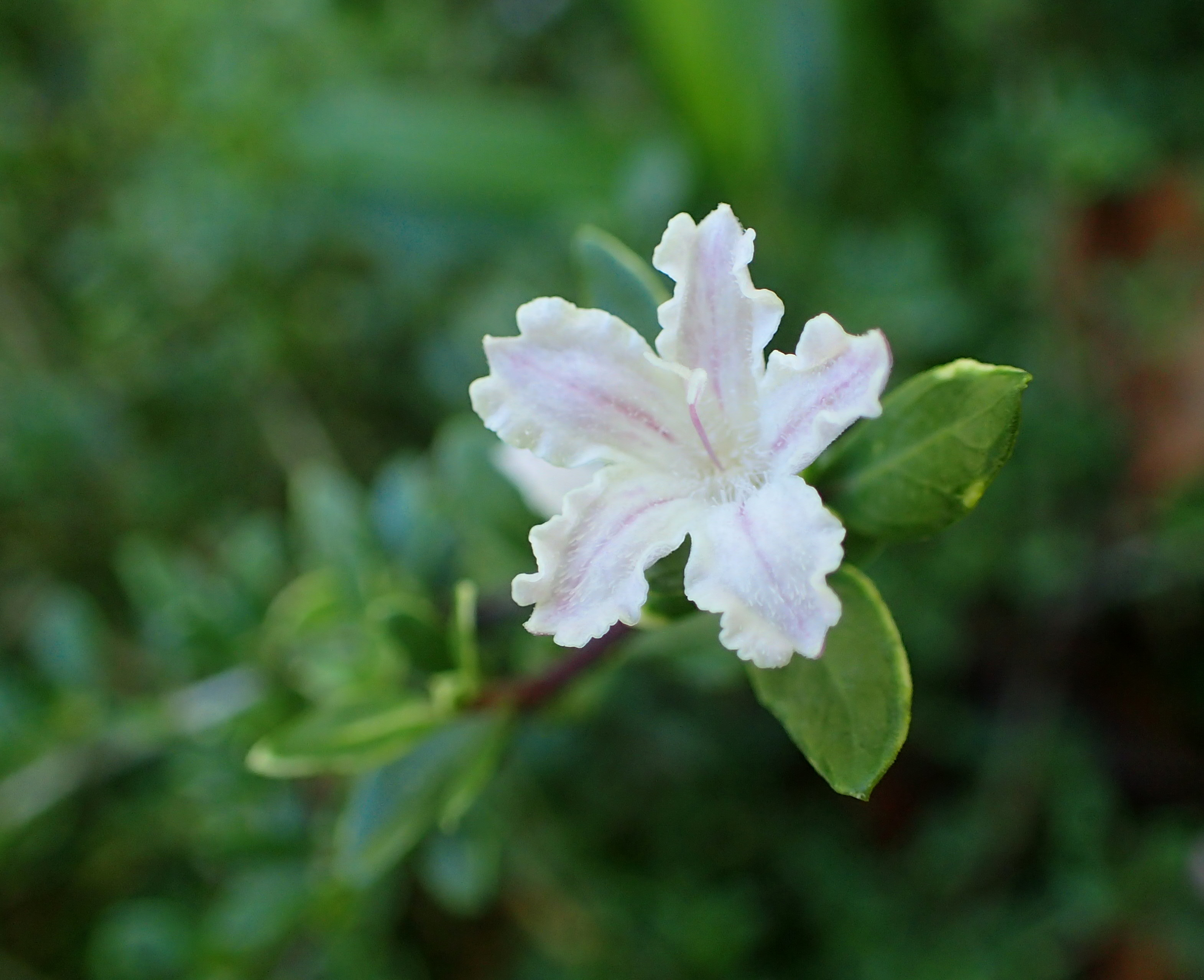
Květ serisy

## Rozšíření
Druh pochází z jihovýchodní Číny, v historických dobách byl introdukován i do Japonska.
V Číně roste v podrostu širokolistých lesů a podél vodních toků v nadmořských výškách od 100 do 1600 metrů.

## Obsahové látky
Charakteristický nepříjemný pach rostliny souvisí s obsahem iridoidního glykosidu paederosidu. Při poškození tkání se uvolňuje enzym, který tento glykosid štěpí za uvolnění páchnoucí složky s obsahem síry, methylmerkaptanu. Tato látka je obsažena i v některých jiných zástupcích mořenovitých, jmenovitě v rodech Paederia, Leptodermis, Saprosma a Lasianthus.

## Taxonomie
Druh byl poprvé popsán v roce 1780 C. P. Thunbergem jako Lycium japonicum. Do samostatného rodu Serissa jej týž autor přesunul v roce 1798. V roce 1782 popsal tentýž druh Carl Linné mladší jako Lycium foetidum. I tento taxon byl později v roce 1819 přesunut do rodu Serissa jako S. foetida. Později byly obě jména shledána jako synonyma. Jméno Serissa foetida se v botanické literatuře dlouho udrželo, ačkoliv prioritu má dle pravidel botanické nomenklatury název Serissa japonica.
Rod Serissa je v rámci čeledi mořenovité řazen do podčeledi Rubioideae. Mezi blízce příbuzné rody náleží dle výsledků molekulárních studií rody Rubia, Plocama, Putoria, Theligonum a Didymaea, s nimiž tvoří monofyletickou skupinu.
V minulosti byl rozlišován ještě jeden druh rodu, Serissa serissoides. Odlišuje se zejména tvarem a konzistencí listů a délkou korunní trubky. Současná taxonomie uznává pouze druh Serissa japonica.

## Význam

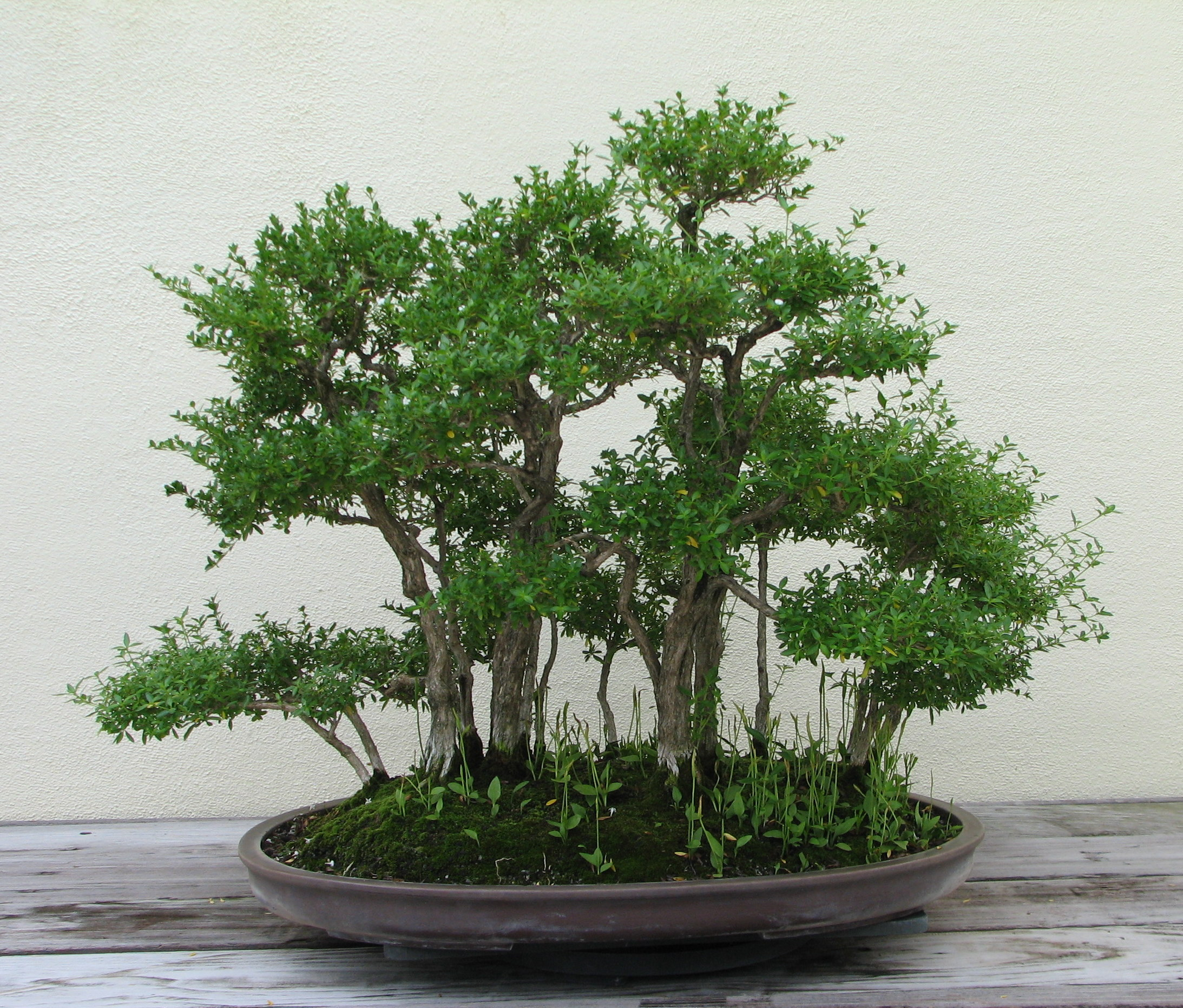
Serisa jako bonsaj

Serisa se často používá k tvorbě bonsají. Je oblíbená pro svůj rychlý růst a půvabné květy, pro něž je nazývána "strom tisíce hvězd". Existuje řada okrasných kultivarů např. s plnými květy (kultivar 'Flore Pleno') nebo panašovanými listy (např. 'Variegata').

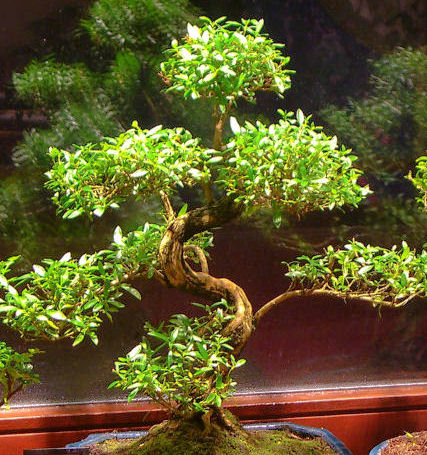
Bonsaj
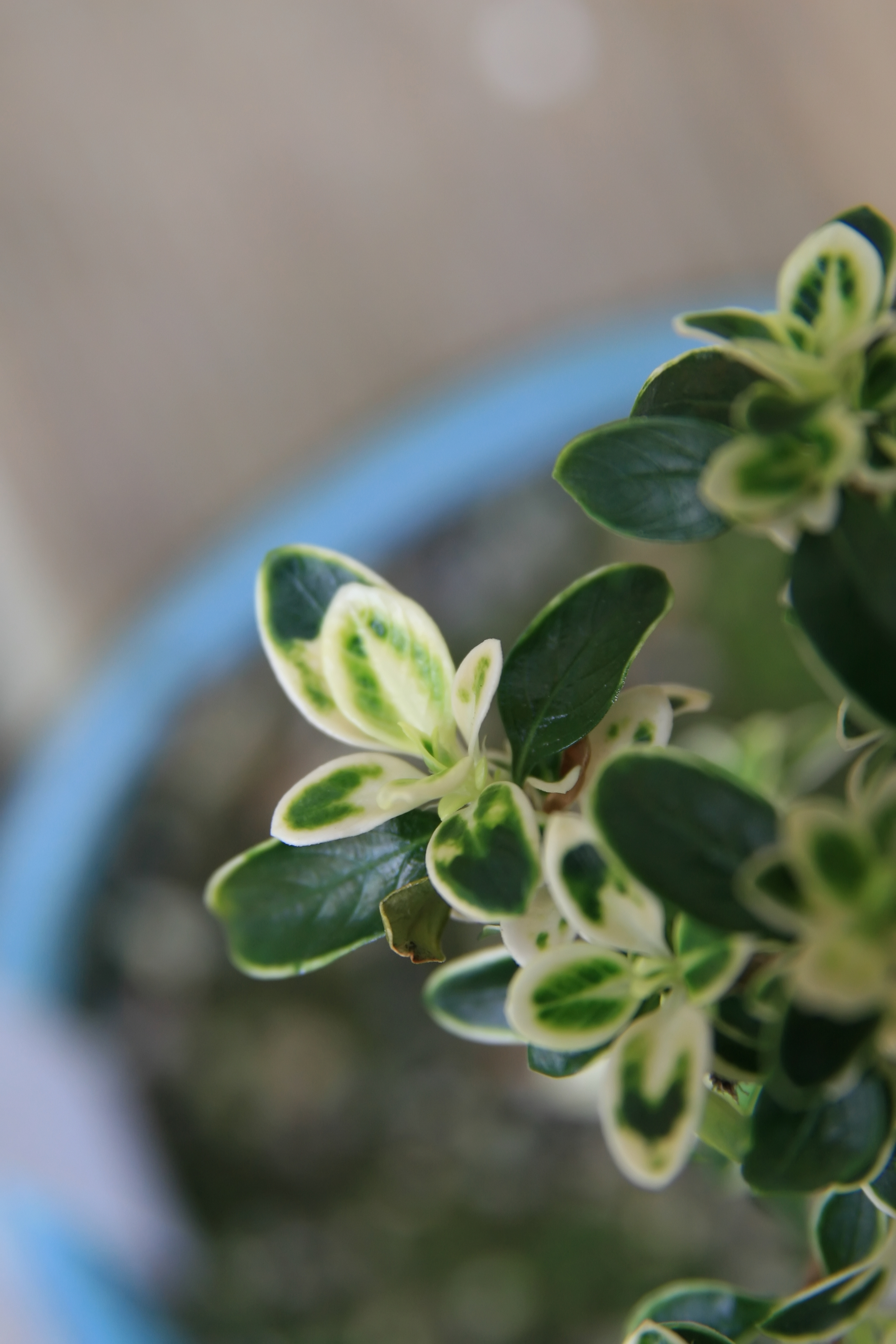
Variegátní kultivar serisy